# Stelle principali della costellazione dell'Eridano
Segue un prospetto delle stelle principali della costellazione dell'Eridano, elencate per magnitudine decrescente.